# Oquemele Denz
Oquemele Denz is een Surinaams diplomaat. Hij was van 2019 tot 2020 de hoogste Surinaamse vertegenwoordiger in Nederland.

## Biografie
Denz studeerde af als Master of Science. Hij was enige tijd medewerker van het Bureau van de First Lady onder Ingrid Bouterse-Waldring. Enkele jaren later, in 2017, las zij een gedicht van hem voor tijdens een bijeenkomst waarin ze ook de kerstboodschap uitsprak.
In 2015 was hij eerste secretaris op de Surinaamse ambassade in Trinidad en Tobago. Op deze ambassade verbleef hij bij elkaar drie jaar en daarna op de ambassade in Guyana twee jaar.
In 2019 volgde hij Ebu Jones op als zaakgelastigde in Nederland. Doordat Suriname tussen 2010 en 2020 geen ambassadeur afvaardigde naar Nederland, was hij in die functie de hoogste vertegenwoordiger van Suriname in Nederland. Hij werd eind 2020 opgevolgd door ambassadeur Rajendre Khargi.